# Chiesa di Sant'Andrea (Cazzano Sant'Andrea)
La chiesa di Sant'Andrea è la parrocchiale di Cazzano Sant'Andrea in provincia e diocesi di Bergamo, fa parte del vicariato di Gandino. La chiesa conserva il dipinto di Andrea Appiani.

## Storia
La chiesa intitolata a sant'Andrea, ha origini molto antiche probabilmente presente sul territorio già nel primo millennio, come indicherebbe un documento del 973 che cita borgo di Sant'Andrea.
La chiesa risulta elencata nel nota ecclesiarum ordinanza dettata da Bernabò Visconti, che elencava i benefici che godevano le diverse chiese e i monasteri del territorio di Bergamo per poterne definite dazi e censi da versare alla famiglia Visconti e alla chiesa di Roma; nel testo la chiesa risulta subordinata a quella di Barzizza. Risulta fosse stata consacrata nel 1146 con l'elevazione a chiesa parrocchiale nel 1459. 
Inserita nel XVI secolo  nel registro delle commende episcopali della diocesi di Bergamo, che elencavano le nomine di parroci nelle sedi parrocchiali che non avevano né benefici né titolari, e che quindi non aveva rendite da poter stipendiare il curato. 

Il 10 ottobre 1575 la chiesa fu visitata da san Carlo Borromeo arcivescovo di Milano il quale relazionò che vi erano quattro altari consacrati ed era inserita nella pieve di Gandino.
Nel 1666 la chiesa fu elencata nel “Sommario delle chiese di Bergamo”, documento redatto dal cancelliere della curia vescovile Giovanni Giacomo Marenzi. Dal testo si desume che era intitolata a sant'Andrea apostolo, sussidiaria di quella di Gandino, e che era una chiesa mercenaria con le scuole della Madonna del Santissimo Rosario, e del Santissimo Sacramento che gestiva l'altare maggiore, retto da tre sindaci nominati annualmente.
Il vescovo Giovanni Paolo Dolfin visitò la chiesa nel 1780. Nella sua relazione fu allegata il documento redatto dall'allora curato mercenario dove si deduce che era parrocchiale in inserita nelle commende episcopali fin dal Quattrocento. La chiesa aveva cinque altari con governati dalle congregazioni e dalla congregazione della Misericordia.
Nella seconda metà di Novecento la chiesa fu oggetto di restauro durante i quali furono rinvenuti affreschi risalenti al XV e XVI secolo.

## Descrizione

### Esterno
L'edificio di culto dal classico orientamento liturgico con abside rivolta a est e circondato dal sagrato delimitato da balaustra in pietra arenaria, presenta la facciata anticipata dal porticato a tre aperture retto a colonnine poste su alto basamento. La facciata vera e propria è molto semplice interrotta solo dal cornicione sovrastato da un secondo ordine terminante con un ulteriore cornicione curvilineo, dove è posta una croce ferrea. Due lesene in pietra delimitano la facciata. Due finestre sono poste nella parte superiore atte a illuminare l'aula.

### Interno
L'interno a pianta rettangolare a navata unica voltata a botte, si divide in quattro campate da lesene stuccate a lucido complete di capitelli d'ordine corinzio, ognuna conserva inseriti in cornici stuccate i dipinti: Chiamata di sant'Andrea e degli Apostoli, Moltiplicazione dei pani, Processo a sant'Andrea, Martirio del SantìAdrea. Queste reggono la trabeazione con il cornicione. A sinistra della prima campata vi è il battistero chiuso da una cancellata in ferro battuto, corrispondente a destra vi è l'altare con la pala raffigurante Sante Orsina e Angela Merici. La campata successiva a sinistra ospita l'altare della Madonna del Rosario con mensa e altare marmoreo e pala lignea, corrispondente a destra, quella dedicata a san Pietro in stucco.  Il pulpito è posto nella terza campata sinistra, mentre a destra vi sono le due cantorie lignee. La cappella dedicata a san Lucio e sant'Antonio è completa di altare ligneo e dorato, corrispondente quella dedicata a san Bernardino sempre con altare ligneo dorato completo di cariatidi.

La chiesa conserva il dipinto raffigurante il martirio di sant'Andrea opera di Andrea Appiani commissionata dal conte Giovan Battista Greppi.
La zona presbiteriale è preceduta da cinque gradini e dall'arco trionfale. Il coro a pianta semiesagonale con volta a catino a spicchi è illuminato da due finestre rettangolari.